# هالة والدراويش (مسلسل)
مسلسل مصري إنتاج عام 1994. وهو من تأليف محمد جلال عبد القوي وإخراج عبد العزيز السكري.
تدور أحداث المسلسل حول قصة حب بين شاب وفتاة، تحول ظروف الحياة بين اتمام قصة حبهما، فيتزوج الشاب معلمته سعياً للسفر إلى الخارج وجمع الأموال وتضطر الفتاة إلى الزواج من رجل أعمال لكي تعوض حياة الفقر.

## طاقم الممثلين
- يوسف شعبان
- فردوس عبد الحميد
- فتوح أحمد
- عايدة عبد العزيز
- صابرين
- مديحة حمدي
- محمود الجندي
- زوزو نبيل
- إبراهيم يسري
- فادية عبد الغني
- هشام عبد الحميد